# Lucas Da Cunha
Lucas Da Cunha (Roanne, 9 de junio de 2001) es un futbolista francés que juega de mediocampista en el Como 1907 de la Serie A

## Trayectoria
Da Cunha firmó su primer contrato profesional, con el Stade Rennais, en diciembre de 2017. Debutó como profesional el 18 de noviembre de 2019, en un partido de la Copa de la Liga de Francia, frente al Amiens S. C.
En Ligue 1 debutó el 4 de febrero de 2020 frente al Lille O. S. C.

### Niza
En septiembre fichó por el O. G. C. Niza, que lo cedió de manera inmediata al F. C. Lausanne-Sport suizo. La temporada siguiente la empezó en Niza, pero a mitad de esta se fue cedido al Clermont Foot 63.
En enero de 2023 abandonó definitivamente Niza después de fichar por el Como 1907 hasta junio de 2026.

## Selección nacional
Fue internacional sub-16, sub-17, sub-18 y sub-19 con la selección de fútbol de Francia.

## Clubes
| Club                          | País    | Año       |
| ----------------------------- | ------- | --------- |
| Stade Rennais F. C. "II"      | Francia | 2017-2019 |
| Stade Rennais F. C.           | Francia | 2019-2020 |
| O. G. C. Niza                 | Francia | 2020-2023 |
| F. C. Lausanne-Sport (cedido) | Suiza   | 2020-2021 |
| Clermont Foot 63 (cedido)     | Francia | 2022      |
| Como 1907                     | Italia  | 2023-     |